# احمد کافی
احمد کافی (١٣ مرداد ۱۳۱۵، مشهد – ۳۰ تیر ۱۳۵۷، چناران) از روحانیان و خطیبان معروف پیش از انقلاب ۱۳۵۷ ایران و مؤسس مهدیه تهران بود. سخنرانی‌های وی معمولاً بسیار پرشور بود و نقش مؤثری در انقلاب ایران داشت.

## زندگی
احمد کافی در عصر پهلوی اول در یک خانواده ده نفری به دنیا آمد، پدرش میرزا محمد کافی و مادرش زهرا غفورپور بود. پدربزرگش میرزا احمد کافی از علمای معروف یزد بود که به قصد زیارت به مشهد عزیمت و در آنجا سکنی گزیده بود. در یکی از سخنرانی‌ها این‌طور تعریف می‌کند: «یکی از من پرسید شما اهل کجا هستید؟ من هم گفتم اهل بین‌الملل، اصلیتم یزدی هست متولد مشهد و ساکن تهران» و پدر وی متولد مشهد بود. در اواخر دوران حکومت پهلوی دوم مورد سوء قصد قرار میگیرد. روز فوت وی (احتمالا به قتل رسیده است)، مصادف با نیمه شعبان بوده است. در واقع دوران فعالیتش در زمینه‌های مختلف هم‌زمان با نابسامانی‌ها بود.

### ازدواج
وی در سال ۱۳۳۹ با دختر سیدحسین موسوی شاهرودی ازدواج کرد.
حاصل این ازدواج هفت فرزند (پنج پسر و دو دختر) بود.

### دوران دانش‌آموزی
احمد فرزند دوم خانواده بود، وی در شش سالگی وارد دبستان ایمانی مشهد - به مدیریت سید حسن مؤمن زاده – شد و به فراگیری دروس متداول مشغول شد. پس از آن همزمان با تحصیل دروس جدید در نزد جد خود میرزا احمد کافی به فراگیری علوم اسلامی پرداخت. بخشی از مقدمات را نزد وی فراگرفت و در ۱۳۲۷ ش وارد مدرسه علمیه نواب مشهد شد. احمد برای ادامه تحصیلات دینی و کسب معرفت از حرم علی بن‌ابی‌طالب و حوزه علمیه نجف در سال ۱۳۳۳ ش به همراه میرزا احمد کافی عازم نجف گردید، در مدرسه سید محمدکاظم معروف به مدرسه سید به تحصیل پرداخت و طی پنج سال اقامت در نجف از اساتیدی چون: سید ابوالقاسم خویی، سید محسن حکیم، حسین راستی کاشانی و سید اسدالله مدنی بهره‌مند گردید و سپس به قم آمد و تا سال ۱۳۴۰ در قم ساکن بود و نزد استادانی همچون: سید ابوالفضل موسوی تبریزی، راستی کاشانی و مدنی تبریزی درس خواند.
وی علی‌رغم کشمکش‌ها و احضارهای مکرر از جانب مقامات پلیس و نیروهای امنیتی حکومت، همچنان به ارائه خدمات دینی و ارشادی و تبلیغی و حمایت از گروه‌های مبارز و پرورش نیروهایی برای مبارزه با حکومت پهلوی می‌پرداخت. کافی زمانی احضار و زمانی دیگر در بازداشت و گاهی تبعید می‌شد. دو سال قبل از مرگش یعنی در سال ۱۳۵۵ که به مدت دو سال به ایلام تبعید شد، او به خدمات اجتماعی و فرهنگی در این شهر دست زد.

## تأسیس مهدیه
کافی بیش از ۲۰ مهدیه در شهرهای مختلف ایران تأسیس کرد. وی اواخر سال ۱۳۴۷ با کمک‌های مردمی قطعه زمینی به مساحت ۴ هزار متر در منطقه امیریه تهران خریداری و مهدیه تهران را تأسیس کرد.

## سفر به سوریه
احمد کافی در سال ۱۳۵۰ به سوریه سفر کرد و با موسی صدر در شهر صور لبنان دیدار داشت.

## درگذشت
نخستین گزارش ساواک علیه وی در سال ۱۳۴۱ تهیه شد.
احمد کافی در سحرگاه جمعه ۳۰ تیرماه ۱۳۵۷ مصادف با نیمه شعبان ۱۳۹۸ قمری بر اثر تصادف رانندگی به شکل مرموزی کشته شد. در این تصادف یک کامیون ارتشی با ماشین پژو یی که احمد کافی یزدی در آن قرار داشت و شخصی به نام عنابستانی رانندگی آن را به عهده داشت تصادف کرد.
محل تصادف کیلومتر 20 جاده مشهد - قوچان و روبروی امامزاده جلیل  بوده است.
از نعمت‌الله نصیری «سومین رئیس سازمان امنیت و اطلاعات کشور (ساواک)» نقل شده است که طرح تصادف به دستور مستقیم محمدرضا پهلوی بوده است.
محمدمهدی جعفری در کتاب خاطرات خود خودروی تصادف‌کننده را از اهالی برازجان معرفی و علت تصادف را انحراف خودروی حامل کافی به حاشیه جاده در اثر خواب‌آلودگی راننده عنوان می‌کند.

## حواشی بعد از مرگ
با پخش خبر تصادف کافی، مردم شهرها و روستاهای دور و نزدیک پیاده و سواره، مسیرهای منتهی به شهر راه، را با حضور خود اشغال کرده بودند. پس از گذشت چند ساعت سراسر مسیر جاده قوچان ـ مشهد پوشیده از ماشین‌های شخصی بود و در مسیر حرکت شعارهایی سر می‌دادند که حکومت را به واکنش وامی‌داشت و نیروهای دولتی سعی نمودند از گسترش موج تظاهرات و شعارها ممانعت به عمل آید. اخبار دیگری هم حاکی از آن است که عده‌ای از جوانان مذهبی شهر تهران برای بردن و دفن کردن بدن او راهی مشهد شدند که با ممانعت نیروهای نظامی مواجه شدند. هنگام تشییع جنازه احمد کافی، مردم به تظاهرات و راهپیمایی پرداختند و در مسیر حرکت از میدان فردوسی تا مسجد جعفریها شعارهایی سر دادند و گزارش‌های ساواک خراسان در این خصوص نمایان‌گر این مدعی است. به عنوان نمونه در گزارش چنین آمده‌است: «عده زیادی جهت تشییع جنازه کافی آمده‌اند و مشغول قطع کردن برق‌های چراغان و شکستن لامپ‌ها و شیشه‌های مغازه‌ها هستند؛ و شعار می‌دهند زنده باد خمینی…» و به نقل یکی از کارمندان وقت شهرداری مشهد جنازه احمد کافی به باغ خواجه ربیع منتقل و با حالتی شبیه حکومت نظامی و بدون حضور مردم دفن و ورودی قبر به قطر ۱ متر بتن ریخته شد تا اگر کسی برای بردن جنازه مراجعه کرد نتواند به مقصود خود برسد زیرا شنیده شده بوده که احمد کافی وصیت کرده بود جنازه‌اش در مهدیه تهران دفن شود.

## مستند داستان کافی
مستندی به نام "داستان کافی" به نویسندگی و تهیه کنندگی امین سعادتی و کارگردانی حنظله تاج الدینی با محوریت زندگی و فعالیتهای احمد کافی از شبکه افق و شبکه مستند پخش شده است.